# Kováts Ferenc (orvos, 1913–1997)
Székelyudvarhelyi Kováts Ferenc (Radnót, 1913. május 1. – Balatonvilágos, 1997. augusztus 7.) orvos, tüdőgyógyász, grafikus. Az orvostudományok kandidátusa (1952).

## Életpályája
1937-ben diplomázott a SZOTE hallgatójaként. 1937–1938 között a budapesti Szent János Kórház Női Tüdőbeteg Osztálya gyakornoka, 1938–1940 között segédorvosa, 1940–1947 között alorvosa, 1947–1951 között klinikai adjunktusa volt. 1943-ban Rómában a Forlanini Intézetben tanult. 
1945-től a mellkas röntgenanatómiájával foglalkozott, valamint egyetemi magántanár volt. 1945–1952 között a Pázmány Péter Tudományegyetem, illetve a Budapesti Orvostudományi Egyetem magántanára, majd címzetes egyetemi tanára volt.  1947–1948 között Leysin-ben tanult. 1951–1978 között az Országos Korányi TBC és Pulmonológiai Intézet osztályvezető főorvosa volt. 1961-től a légzőmozgások fotogrammetriájával foglalkozott. 1978-tól tudományos tanácsadó volt. 1982-ben a Harvard Egyetem élettani tanszékének vendégelőadója volt.

### Munkássága
Pulmonológiai radiodiagnosztikával, a légzés kineto-morfometriai vizsgálatával, az emberi test mozgásának és alakváltozásainak időbeli változásaival foglalkozott. Alapvetően új, nemzetközileg is fontos módszereket dolgozott ki a tüdőröntgenképek térbeli elképzelésére, és a helyes értékelés megkönnyítésére. Magyarországon elsőként foglalkozott a Monaldi-féle kavernaszívással, elsőként végzett ún. Jacubeus-műtétet és a pleuritiszek szívó kezelését. Grafikusként rézkarcokat, fametszeteket, akvarelleket készített, amelyeket számos kiállításon is bemutatott. Washingtonban, Bostonban, Budapesten és Szegeden voltak kiállításai.

## Családja
Szülei: Kováts Ferenc (1888–1953) orvos és Walther Ilona voltak. 1982-ben házasságot kötött Papp Judittal. Egy lánya volt: Krisztina (1957-).
Sírja a Farkasréti temetőben található (24/3-1-37).

## Művei
- Gümőkóros mellhártyalob (1944)
- A tüdő röntgenanatómiája (Zsebők Zoltánnal, 1953)

## Díjai
- Kossuth-díj (1955)